# Tamandaré
Tamandaré es un municipio del litoral sur del estado de Pernambuco, en la Región Nordeste de Brasil. Pertenencia a la Región Geográfica Intermediaria del Recife y a la Región Geográfica Inmediata de Barreiros-Sirinhaém, localizándose a 109 kilómetros a sur de la capital pernambucana. Tiene una población estimada al 2020 de 23.623 habitantes.
La sede municipal tiene una temperatura media anual de 24.4, teniendo como vegetación nativa y predominante a Mata Atlántica, con tramos de restinga y manglares.
La emancipación de Tamandaré es reciente, dejando de ser distrito de Rio Formoso el 28 de septiembre de 1995, teniendo como base la ley complementaria n° 15, la cual permitía la emancipación de distritos con una población superior a 10 mil habitantes y por lo menos un 30% del electorado. La ocupación de las actuales tierras es bastante antigua, teniendo su denominación gracias al accidente geográfico que es la Bahía de Tamandaré.
En la actualidad, el municipio destaca en la producción de la caña de azúcar y en el sector de prestación de servicios, influenciado principalmente por la práctica del turismo en la región litoral. Uno de los principales impulsos de la economía de la ciudad, la Playa dos Carneiros fue elegida por internautas de la web TripAdvisor como a 12.ª playa más bella del mundo, ocupando el segundo lugar a nivel nacional, atrás sólo de la también pernambucana Bahía do Sancho. Además de su litoral, el municipio realiza anualmente el Tamandaré Fest, con presentaciones de cantantes y bandas nacionalmente conocidas. Tamandaré es una ciudad plana con 16 km de playas rodeadas de cocoteros.

## Topónimo
La etimología del topónimo es discutida, algunos lexicógrafos creen que el nombre proviene del tupí antiguo tamandûaré, que significa "tamanduá diferente" (tamanduá, "tamanduá" + es, "diferente"). Otra teoría es a de que la palabra significa "abastecedor", a partir del vocablo tupi "tab-moi-inda-ré", que significa "el abastecedor".
Según la leyenda de los indios tupí que habitaban la costa brasileña el siglo XVI, Tamandaré era un chamán (pajé) que hizo una fuente que inundó el mundo. Él se abrigó en lo alto de una palmera con su mujer. Cuando el agua bajó, la pareja dio origen a los indios tupinambás.

## Historia
Alrededor del año 1000, la región fue invadida por pueblos tupí procedentes de la Amazonia, que expulsaron los antiguos habitantes de lenguas macro-ye hacia el interior del continente. Cuando los primeros europeos llegaron a la región, el siglo XVI, esta era habitada por la tribu tupi de los caetés.
En la segunda mitad del siglo XVI, Tamandaré no era más que una playa salvaje cuando formaba parte de las tierras de Una y Rio Formoso, heredadas por el coronel João Pais Barreto IV.
En 1755, Tamandaré fue alcanzada por la onda generada por el Terremoto de Lisboa, causando dos muertes, en uno de los relatos más antiguos registrados de un tsunami alcanzando en Brasil.
Al contrario del que se piensa fue el municipio que dio nombre al título de marqués de Tamandaré, patrono de la marina brasileña, y no el contrario. En 1859, acompañando la pareja imperial en viaje al norte de Brasil, de pasada por Pernambuco, Joaquim Marques Lisboa pidió al emperador don Pedro II traer los restos mortales de su hermano, Manuel Marques Lisboa Pitanga, muerto en la Confederación de Ecuador en 1824. Los despojos estaban sepultados en el cementerio del pequeño puerto de Tamandaré. Por el gesto, cuando el emperador resolvió hacerlo barón, al año siguiente le dio el título de barón de Tamandaré.
Tamandaré fue elevado a distrito en 1905, por influencia de las familias Pimentel, Amorim Salgado y Salgado Accioli, descendientes de los Padres Barreto.
Obtuvo su emancipación política el 28 de septiembre de 1995, teniendo, como principal responsable el empresario y político Francisco Pinto de Freitas. Este inició los trabajos en asociación con el entonces precandidato a diputado provincial, Enoelino Magalhães de Lyra. Este electo diputado presentó el proyecto de emancipación política.

## Economía
La economía del municipio es basada en la producción agrícola, principalmente de caña de azúcar y el turismo.